# Édouard Sené
Édouard Sené (1887-1932) est un militant syndical, journaliste engagé, plusieurs fois condamné pour complicité avec les mouvements anarchistes et anti-militaristes, mais soutenu par toute la Presse. Mobilisé, malade, il est affecté en 1916 au 12e Groupe d'autos-mitrailleuses et autos-canons. Il y crée le journal de tranchées Taca Tac Teuf Teuf. Sous-officier, son attitude courageuse lui vaut deux citations en 1918 et la Croix de guerre. Après la guerre il reprend son métier de journaliste dans plusieurs supports de presse dont Détective où il est rédacteur en chef à sa mort en janvier 1932.

## Biographie
Édouard Louis Marie Sené nait à Nantes le 1er juin 1887 d'Édouard Sené, chirurgien-dentiste, et de Marie-Louise Tallendeau. Il étudie les mathématiques et la mécanique. Puis il quitte Nantes pour Paris vers 1908, rejoint le journalisme syndical le plus engagé, rencontre Armande Céline Martin, couturière, avec qui il vit dans 16e arrondissement. Il l'épouse à Nantes le 22 août 1914 et il en divorce le 23 juillet 1930 pour se remarier le 29 septembre 1931 à Paris (14e) avec Antonia Ceresta. Il a un fils.
Les maladies jalonnent sa vie d'épisodes douloureux. En mai 1915 il est atteint de la typhoïde dans les tranchées et doit être évacué. En septembre de la même année la commission de réforme constatant son hémophilie le place dans la catégorie « service armé inapte ». En 1924 il est atteint d'un mal qui ne le quitte plus et l'emporte huit ans plus tard.
Il meurt à son domicile parisien 137 rue de Pelleport, 20e arrondissement, le 19 janvier 1932 et est inhumé au cimetière de Pantin.

## Journaliste militant, multi-condamné
- Rédacteur au Libertaire en 1911

Édouard Sené publie le 6 mai 1911 dans l'hebdomadaire anarchiste Le Libertaire un article intitulé « Après le Premier Mai », dont cet extrait attire l'attention de la Justice :

« [...] La foule envahira les officines alimentaires et s'emparera des vivres en magasin. Elle se répartira les étoffes et les objets qui lui sont indispensables, comme à Vienne, parbleu ! en 1890. Quant aux propriétaires, l'instinct populaire ne se trompera pas. Il ne s'est jamais trompé pour ceux-là. La pendaison lui fut surtout familière en temps d'insurrection, contre les affameurs et les marchands de gîte. Il est probable qu'aujourd'hui il en serait encore ainsi. »

L'article, considéré comme passible des crimes d'« outrage à l'armée » et de « provocation au meurtre », amène le Parquet de Paris à saisir un juge d'instruction devant lequel l'auteur déclare le 4 juillet qu'il s'exprimera devant la Cour d'assises.
Édouard Sené ayant, comme ses co-prévenus, fait défaut est condamné à trois ans de prison et 3 000 francs d'amende.
- Rédacteur à La bataille syndicaliste (1911)

Édouard Sené auteur d'un article intitulé «  L'affaire du 31e d'infanterie. Officiers menteurs par crainte de la vérité », bien que détenu pour l'affaire précédente, comparait libre avec Eugène Morel gérant de La bataille syndicale devant la Cour d'assises de la Seine le 11 novembre 1912. Défendu par Me Pierre Laval, E. Sené est condamné à un an de prison et 3 000 francs d'amende.
- Rédacteur au journal anarchiste Le Réveil anarchiste ouvrier

En 1912-1914, sous la houlette de Louis Jakmin dit Eugène Jacquemin il collabore au journal syndical Le Réveil anarchiste ouvrier, l'un des organes de la Fédération communiste anarchiste. En 1913, il y reproche à son ami Francis Delaisi, écrivain, économiste, journaliste, d'entretenir un certain défaitisme dans la classe ouvrière.
- Démêlés judiciaires et incarcération

Le 12 mai 1912, il est condamné par la Cour d’assises de la Seine à un an de prison et 500 francs d’amende pour complicité d’incitation au meurtre et au pillage.
Le 12 novembre 1912, il est condamné par la Cour d’Appel de Paris à un an de prison, 3 000 francs d’amende pour complicité de diffamation à commandants de la force publique dans l’exercice de leurs fonctions.
Ces deux condamnations sont amnistiées en 1919. En conséquence leurs mentions dans le registre matricule ont été rayées.
Le 29 janvier 1913, il est condamné par arrêt de défaut signifié à sa personne le 11 février 1913 par la Cour d’Assises de la Seine à 5 ans de prison et 6 000 francs d’amende pour complicité d’incitation au meurtre relevé dans deux articles l'un sur des officiers, l'autre sur le roi d'Espagne Alphonse XIII, d'ailleurs cible d'un anarchiste le 13 avril suivant à Madrid.
Pendant son incarcération de plus de quatorze mois à la Prison de la Santé selon le régime politique, les journaux de tous bords dénoncent ces condamnations comme de véritables entraves à la liberté de la Presse, des tentatives d'instauration d'un délit d'opinion et de toutes façons contraires à la Déclaration des droits de l'homme et du citoyen. Les mauvaises conditions de détention de Sené sont également dénoncées par tous ses confrères.
Édouard Sené est finalement relâché fin octobre 1913 alors qu'il devait encore purger neuf ans de prison par cumul des condamnations dont il avait été l'objet.

## Sous-officier méritant

### Service militaire
Pendant son service militaire, qu'il débute le 7 octobre 1908 au 25e régiment d'infanterie à Nantes comme seconde classe, il est promu caporal le 10 avril 1909 et sergent le 25 septembre de la même année, à son passage dans la réserve.
Ses condamnations le font casser de son grade le 26 juin 1913, en application des art. 145 et 146 de l’instruction ministérielle du 21 juin 1907 Il est alors muté comme seconde classe dans la réserve au 116e régiment d'infanterie à Vannes. C'est toutefois au 265e régiment d'infanterie de Nantes qu'il est rappelé à la mobilisation générale le 3 août 1914.

### Au front
- Court passage dans l'infanterie et maladie (1914-1916)

On peut penser que ses opinions anti-militaristes et ses convictions anarchistes ont dissuadé ses chefs de lui confier une arme. Il est donc brancardier lorsque la typhoïde le surprend en mai 1915, le fait évacuer à l'arrière et maintenir sans activité jusqu'à la décision de la commission de réforme du 4 janvier 1916 qui le place, pour hémophilie, dans la catégorie « service armé inapte ».
C'est précisément dans cette catégorie que sont recrutés les effectifs des Groupes d'autos-mitrailleuses et autos-canons provisoirement rattachés administrativement au 13e régiment d'artillerie.
- Au 12e Groupe d'autos-mitrailleuses et autos-canons (1916-1919)

Édouard Sené rejoint le 12e GAMAC le 16 février 1916 où ses services sont suffisamment appréciés pour qu'il soit promu maréchal-des-logis le 16 novembre 1916.
Il est distingué par deux citations :
- à l’ordre du 12e Groupe AMAC le 21 mai 1918[6] :

« Notre confrère Édouard Sené, maréchal-des-logis avec les autos-mitrailleuses, a été cité à nouveau à l’ordre de sa division : « Sous-officier modèle. A fait preuve des plus brillantes qualités militaires dans des circonstances pleines de périls les 28, 29 et 30 avril 1918 ». »

- à l’ordre du 1er Corps de Cavalerie le 7 août 1918[6]:

« Édouard Séné, qui appartenait avant la guerre à la presse syndicaliste, vient d’être une nouvelle fois cité à l’ordre du Jour, en ces termes : « Excellent sous-officier. Au cours des opérations du 15 au 20 juillet, a exécuté, en cherchant le contact de l'ennemi, plusieurs reconnaissances offensives avec une adresse et un sang-froid parfaits, apportant au commandement des renseignements importants très intelligemment recueillis et exprimés. Malade, ne s’est laissé évacuer qu'après la fin des opérations ». »

Ces deux citations lui valent la Croix de guerre. Il est démobilisé le 29 mars 1919.

## Journaliste au Front
À l'automne 1916, son groupe étant cantonné à l'est de Compiègne au bord de l'Aisne, Édouard Sené, âgé alors de 29 ans, prend l'initiative avec Pierre E. Lamaison, maître-pointeur de 20 ans, imprimeur et illustrateur, de créer un journal de tranchées pour les Groupes d'autos-mitrailleurs et autos-canons, mensuel qu'ils baptisent Taca Tac Teuf Teuf.
Le premier numéro daté de janvier 1917 dénote le professionnalisme de son promoteur. L'illustration en pleine page sur la Une, la mise en page des articles sur deux colonnes, l'alternance des textes et dessins sur 12 pages en font un journal dont la qualité justifie le soutien et l'approbation de plusieurs officiers, ainsi que de quotidiens réputés :

« M. le capitaine de Castelbajac, directeur du Centre des Autos-mitrailleuses, et M. le lieutenant Despierre, commandant le 12e  groupe trouveront ici l'expression respectueuse de nos remerciements pour les encouragements l'aide et les conseils dont ils ont honoré « Taca Tac Teuf Teuf » avant même que son premier numéro fût paru.

Merci encore à nos confrères parisiens, notamment à l'« Œuvre » et à l'« Intransigeant », qui, de confiance, nous ont fait un accueil si sympathique. »

Édouard Sené assure officiellement la direction de la publication et fournit quelques textes et poèmes qu'il signe E. S.
On ne connait que neuf livraisons du journal de janvier 1917 à mars 1918. La reprise des hostilités à partir de cette date et l'évacuation de Pierre Lamaison pour blessure début avril peuvent expliquer l'arrêt de la publication.

## Retour au journalisme civil
En 1923, il participe au lancement d'un nouveau journal de gauche Le Quotidien, « créé par plus de 20.000 Français et Françaises associés pour défendre et perfectionner les institutions républicaines » sous l'impulsion d'Henri Dumay, fondateur en 1919 de l'hebdomadaire Le Progrès civique.
Mai 1927 le voit secrétaire général du Petit Niçois.
En 1929 il regagne Paris et prend la rédaction en chef de Détective aux côtés de Georges Kessel qu'il ne quittera plus jusqu'à sa mort.

## Quelques articles
- « Éduquons-nous ! », La voix du mineur,‎ 19 novembre 1910, p. 1 (lire en ligne, consulté le 21 février 2021).
- « Passez muscade ! », Le Libertaire,‎ 4 mars 1911, p. 1 (lire en ligne, consulté le 22 février 2021).
- « Ohé ! La Bâtisse », Le Libertaire,‎ 11 mars 1911, p. 1 (lire en ligne, consulté le 21 février 2021).
- « Si l'alimentation s'arrêtait... », Le Libertaire,‎ 18 mars 1911, p. 1 (lire en ligne, consulté le 21 février 2021).
- « Pour les cheminots révoqués », Le Libertaire,‎ 1er avril 1911, p. 1 (lire en ligne, consulté le 21 février 2021).
- « C. G. T. et P. S. U. », Le Libertaire,‎ 13 mai 1911, p. 1 (lire en ligne, consulté le 21 février 2021).